# Amores Perdidos
Amores Perdidos es un álbum de Kiara editado en 2002. Este disco destaca, por ser el primer disco de boleros de la artista, donde grabó algunos temas ya conocidos dentro del género como son "Besos de Fuego", "Cristal", "No es venganza", "Cenizas" o "Hambre"; siendo este último tema, el escogido para presentar este disco.

## Canciones
| N.º | Nombre                                                                                        | Duración |
| --- | --------------------------------------------------------------------------------------------- | -------- |
| 1   | "Cristal" Escritor(es): Mariano Mores, Contursi Productor(es):William Sigismondi              | 3:04     |
| 2   | "Besos de fuego" Escritor(es): Mario de Jesús, El Choclo Productor(es): William Sigismondi    | 2:16     |
| 3   | "Tus promesas de amor" Escritor(es): Miguel A. Amadeo Productor(es): William Sigismondi       | 2:31     |
| 4   | "Hambre" Escritor(es): Rosendo Montiel Productor(es): William Sigismondi                      | 3:05     |
| 5   | "Amor perdido Escritor(es): Pedro Flores Productor(es): William Sigismondi                    | 3:16     |
| 6   | "Por equivocación Escritor(es): Charlie López, Raúl Vicente Productor(es): William Sigismondi | 3:02     |
| 7   | "Total" Escritor(es): R. Perdomo Productor(es): William Sigismondi                            | 2:54     |
| 8   | "No es venganza" Escritor(es): Santiago García Productor(es): William Sigismondi              | 3:25     |
| 9   | "Irremediablemente sola" Escritor(es): Avelino Muñoz Productor(es): William Sigismondi        | 2:38     |
| 10  | "Cenizas" Escritor(es): Wello Rodríguez Productor(es): William Sigismondi                     | 3:05     |
| 11  | "Hay que saber perder" Escritor(es): Abel Domínguez Productor(es): William Sigismondi         | 2:21     |
| 12  | "Mi último fracaso" Escritor(es): Alfredo Rodríguez Productor(es): William Sigismondi         | 3:12     |

## Sencillos extraídos
"Hambre" fue el 1.er y único single extraído de este álbum

## Datos del Álbum
Voz: Kiara
Piano: William Sigismondi
Guitarra: Roberto Jirón
Bajo: Argenis Carmona
Percusión: T Guerra
Trompeta: José "Cheo" Rodríguez
Trombón: Domingo Pagliuca
Saxo: Benjamín Brea
Requinto: Ney Moreira
Violín: Jesús Hernández
Producción, Dirección & Arreglos de William Sigismondi
Grabado por Felo Velásquez
Mezclado por Carlos "Turbo" Guerreiro
Masterizado por Jesús Jiménez
Diseño Gráfico & Fotos: Dumont & Regalado